# Clonaria parva
Clonaria parva är en insektsart som först beskrevs av Oliver Zompro 1998.  Clonaria parva ingår i släktet Clonaria och familjen Diapheromeridae. Inga underarter finns listade i Catalogue of Life.